# Jay David Bolter
Jay David Bolter (17 agosto 1951) è un saggista e massmediologo statunitense, codirettore del Wesley Media Center e professore di nuovi media alla School of Literature, Communications and Culture al Georgia Institute of Technology.

## Biografia
Inizialmente professore di Lettere e Civiltà Classiche, nel 1973 insegna all'Università di Toronto e dal 1977-78 al 1991 in quella della Carolina del Nord.
Nel 1991 ottiene l'incarico di direttore del programma Information Design and Technology del Georgia Tech.
Si occupa della creazione di applicazioni e nuovi media per l'intrattenimento e l'educazione informale.

## Studio
Area d'interesse dello studioso è l'applicazione delle nuove tecnologie alle discipline umanistiche nonché le conseguenze che ha portato in particolare l'avvento del computer alla cultura e ai processi di scrittura.
Bolter osserva e analizza l'utilizzo delle tecnologie come medium innovativo per la comunicazione verbale, testuale e visiva.
Il suo pensiero si è diffuso in tutto il mondo industrializzato e computerizzato grazie a pubblicazioni, articoli, composizioni in rete, ipertesti da lui scritti, tradotti in diverse lingue e distribuiti a larga scala, nonché lezioni e conferenze a cui ha preso personalmente parte in diverse nazioni del mondo occidentale: Gran Bretagna, Francia, Spagna, Italia, Paesi Bassi, Germania, Austria, Danimarca, Norvegia, Svezia, Finlandia.

## Ricerca
Le sue ricerche, misto di pratica e teoria, si focalizzano sulla cultura mediatica, sulla storia delle tecnologie, dalla loro nascita (prima tra tutte la scrittura) allo stato attuale, e fino alla sperimentazione di nuove forme di media per il futuro.
I media vengono analizzati e osservati nel loro utilizzo e nelle loro potenzialità, sia singolarmente che complessivamente, dunque nella loro interazione, influenza reciproca o sovrapposizione, come accade per i nuovi media digitali che in qualche modo si ripercuotono sui precedenti media analogici (cinema, televisione, stampa).
Da questa analisi tra vecchio e nuovo, Bolter elabora il concetto centrale di tutti i suoi studi: la rimediazione.
Secondo Bolter il medium elettronico presenta elevate possibilità e maggiori vantaggi rispetto alla scrittura, permettendo di integrare percezioni visive e uditive al tempo stesso. Inoltre, trovandosi in rete, nessun elaborato resterà mai opera chiusa e finita come accade con i libri di testo e come implica la stampa, bensì diviene dinamico e fluido, si estende in un nuovo spazio che è lo schermo del computer, che non dà limiti e anzi permette, nella forma di ipertesto, collegamenti istantanei di una infinita rete di elementi testuali, così da poter connettere tra loro argomenti variegati e dar vita a creazioni multidisciplinari.
Con la pubblicazione di Plenitudine digitale (MinimumFax, 2020) Bolter ha proposto una visione "anti-convergente" della cultura mediale contemporanea, teorizzato una condizione, secondo il pensiero dell'autore, caratterizzata da un universo talmente vasto, vario e dinamico di prodotti e pratiche mediali da non risultare intellegibile come un tutto unico. "La plenitudine accoglie, anzi inghiotte, le forze contradditorie della cultura alta e di quella popolare, i vecchi e i nuovi media, le idee politiche conservatrici e quelle radicali". 

## Tecnologie caratterizzanti
Bolter denomina “tecnologie caratterizzanti” quelle tecnologie che in un determinato momento storico e culturale influiscono maggiormente e più profondamente sulla percezione della realtà, quelle che più di tutte accompagnano e determinano trasformazioni socio-culturali e dunque cambiamenti nei processi di espressione e comunicazione.
Primo esempio di tecnologia caratterizzante è stata, a suo tempo, la scrittura, soprattutto se connessa all'invenzione della stampa e alla produzione in serie. Più recenti sono il cinema, la radio, la televisione.
Allo stato attuale, tecnologia caratterizzante è senza dubbio la rete Internet, con le sue possibilità infinite di creazione di ambienti comunicativi e formativi tradotti in linguaggio digitale.

## Opere
- 1984 Turing's man: western culture in the computer age:  frutto dei primi studi sull'intelligenza artificiale e sulle possibilità tecnologiche e culturali derivanti da quello che l'autore chiama “cervello elettronico”.trad.Italiana 1985 Pratiche Editrice Parma: L'uomo di Turing; la cultura occidentale nell'età del computer.
- 1991 Writing space: the computer, hypertext, and history of writing: presentazione e analisi dell'ipertesto, prima tecnologia di scrittura e di come la tecnologia in generale influenza la comunicazione simbolica e la letteratura.
- 1999 Remediation: la rimedi azione come modo in cui i nuovi media digitali prendono in prestito qualcosa dai media analogici ad essi precedenti.
- 2003 Windows and mirrors: affermazione di nuove forme, generi e mestieri intorno al computer e al suo utilizzo.
- 2019 Digital Plenitude: The Decline of Elite Culture and the Rise of New Media, MIT Press: Cambridge, tr. it. Plenitudine digitale: Il declino delle culture di élite e l’ascesa dei media digitali, MinimumFax: Roma, 2020.